# Eleccions presidencials del Senegal de 1993
El 21 de febrer de 1993 es van celebrar eleccions presidencials del Senegal. El president en exercici Abdou Diouf del Partit Socialista va derrotar altres set candidats i va obtenir els 58,4% dels vots. La participació dels votants va ser del 51,5%.
Per primera vegada en la història democràtica del país, es va presentar un candidat independent en les eleccions presidencials, Mamadou Lô, i va obtenir 0,85% dels vots.